# カラヨキ
カラヨキ（Kalajoki [ˈkɑlɑˌjoki]）はフィンランドの町、また同名の川。北ポフヤンマー県北部に位置し、ボスニア湾に面している。イリヴィエスカ郡に属する。
面積は2,391.30 km²、そのうち水域面積は1,469.15 km²。人口は12,407人（2021年12月31日現在）。
公式言語はフィンランド語のみである。

## 歴史
カラヨキに関する最初の言及が見られるのは16世紀の始まりであり、1525年に他の教区と同一の状態を経て、1545年には単一の教区となった。この状態は1860年代前半の教区組織形態の廃止の際に終わった。カラヨキは重要な市場であり、県にタールの取引を統制されていた。19世紀に入り、タールの利益が減少すると共に地域におけるカラヨキの重要性は薄れていった。
タールの取引は林業を派生させ、カラヨキは長い間林業の町となり、今も町には操業されている製材所がある。また長い間カラヨキは農業の都市でもあり、いろいろな野菜や小麦を生産している。さらに多くの農場が操業されており、春先から夏にかけて農協や商人によって一週間に一度市場が開かれている。
1973年にRautioを合併、2010年1月1日にはHimankaを合併した。合併前の面積は670.65 km²、そのうち水域面積は5.62 km²。人口は9,278人。

## 政治
カラヨキは1865年に憲章化され、2002年には都市法が施行された。
多くのフィンランドの都市と同じように、カラヨキにもいくつかの地区（kylä）が含まれている。
構成する地区は13。
- Vasankari
- Plassi
- Mehtäkylä
- Pohjankylä
- Pitkäsenkylä
- Etelänkylä
- Kääntä
- Tynkä
- Rahja
- Kurikkala
- Kärkinen
- Typpö
- Rautio

4年ごとにカラヨキの有権者は定員は35名の市議会議員を選挙する。月ごとに議会が開かれている。その際議会は9人の運営審議会を選出し、市の経済を動かすためにより頻繁に開かれる。
2004年時点での最大派閥は中央党。

## 観光
カラヨキは8キロメートルにもなる広大な砂浜が広がっていることがよく知られている。

## 姉妹都市
- 出雲市 多伎町（2003年から）